# Nicola Romeo
Nicola Romeo (Sant'Antimo, 28 de abril de 1876 — Magreglio, 15 de agosto de 1938) foi um engenheiro e empresário italiano.
Graduado em engenharia no Instituto Politécnico de Turim, em 1899. Trabalhou algum tempo no exterior, completando um segundo bacharelado em engenharia elétrica em Liège, Bélgica.
Em 1911 retornou à Itália e fundou a "Ing. Nicola Romeo e Co.", fabricante de máquinas para a indústria de mineração. Com o sucesso da companhia expandiu seus negócios, adquirindo em 1915 a maioria da fabricante de automóveis A.L.F.A. (Anonima Lombarda Fabbrica Automobili), baseada em Milão. Somente três anos depois, em 1918, a companhia lhe pertenceu por completo. A.L.F.A. passou a chamar-se "Società Anonima Italiana Ing. Nicola Romeo". O primeiro automóvel como emblema Alfa Romeo foi o Alfa Romeo Torpedo 20-30 HP, em 1921. A companhia teve boa reputação mas em 1927 quase foi liquidada. Esta situação levou-o a abandonar a empresa em 1928.
Casou com a portuguesa Angelina Valadin e teve sete filhos: Maurizio, Edoardo, Nicholas, Elena, Giulietta, Piera e Irene.
Nicola Romeo faleceu em 15 de agosto de 1938 em sua casa no Lago de Como, com 62 anos de idade.
Uns 70 anos depois, no aniversário de 130 anos de seu nascimento, Nápoles dedicou uma rua à memória de Nicola Romeo, a Via Nicola Romeo.

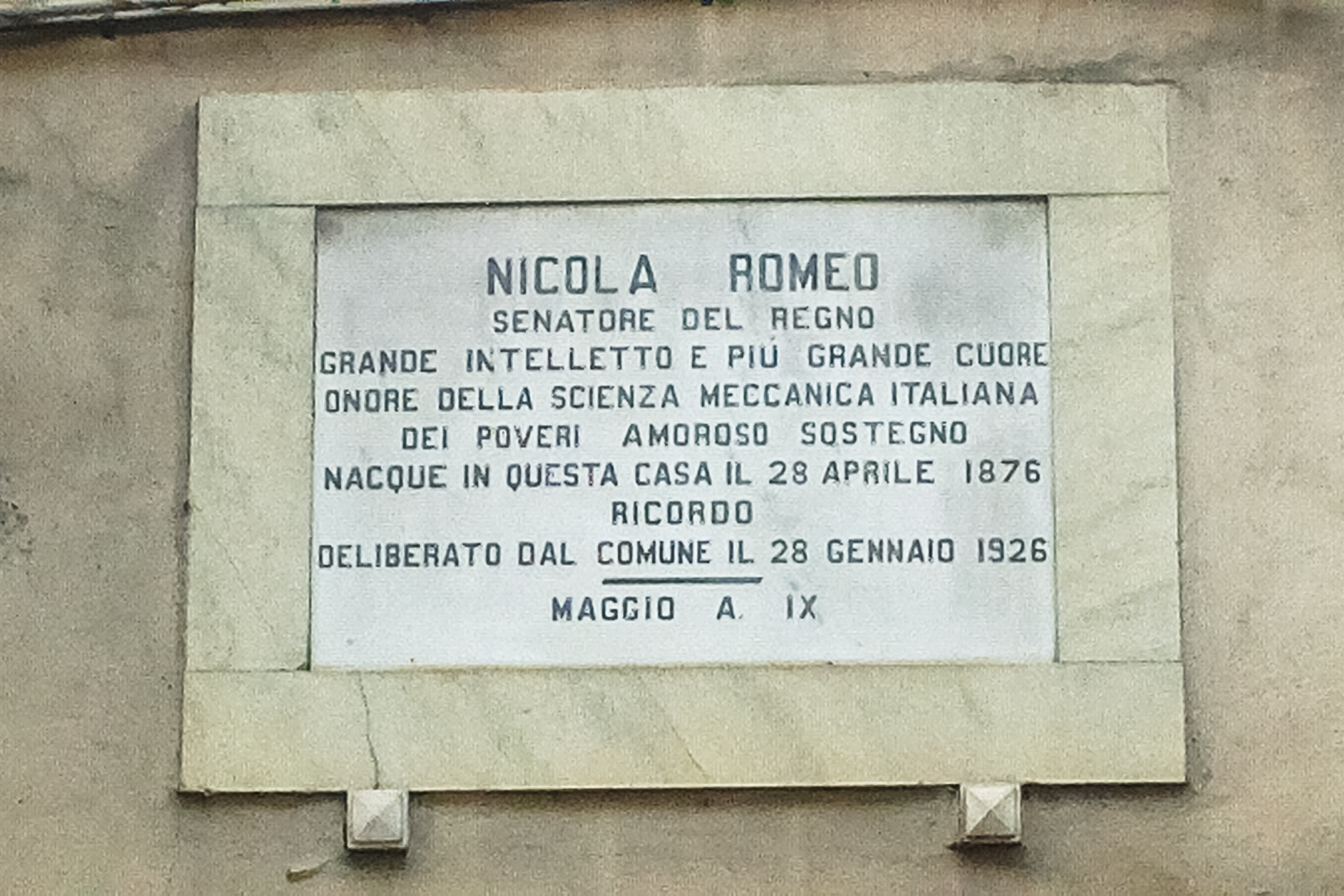
Placa em memória de Nicola Romeo em sua cidade natal, Sant'Antimo, Nápoles.